# 会津坂下駅
会津坂下駅（あいづばんげえき）は、福島県河沼郡会津坂下町字五反田にある、東日本旅客鉄道（JR東日本）只見線の駅である。

## 歴史
- 1926年（大正15年）10月15日：一般駅として開業[1]。
- 1982年（昭和57年）8月1日：貨物の取り扱いを廃止[2]。
- 1984年（昭和59年）2月1日：荷物の取り扱いを廃止[2]。
- 1987年（昭和62年）4月1日：国鉄分割民営化により、JR東日本の駅となる[3]。
- 2011年（平成23年）10月7日：西若松方が特殊自動閉塞化。
- 2012年（平成24年）9月23日：小出方が特殊自動閉塞化。
- 2019年（令和元年）6月1日：会津坂下駅長が廃止され、会津若松駅長管理下となる。ただし、会津若松駅副駅長（会津坂下在勤）が配置され、引き続き会津坂下駅エリアの管理などを行う。
- 2022年（令和4年）11月20日：信号業務が会津若松駅からの遠隔操作となり、当駅での運転取扱業務が終了。

## 駅構造
相対式ホーム2面2線と留置線を有する地上駅である。互いのホームは構内踏切で連絡している。木造駅舎を有する。
あいづ統括センター（会津若松駅）管理の直営駅（会津坂下在勤の副駅長・副長配置）である。かつては管理駅として、会津高田駅 - 只見駅間の各駅を管理していた。只見線内の途中駅では唯一のみどりの窓口設置駅となっているほか、自動券売機が設置されている。

### のりば
| 番線 | 路線    | 方向 | 行先               |
| ---- | ------- | ---- | ------------------ |
| 1    | ■只見線 | 上り | 会津若松方面       |
| 2    | ■只見線 | 上り | 会津若松方面       |
| 2    | ■只見線 | 下り | 会津川口・只見方面 |

- 2番線は会津若松方面への折り返しにも対応している。

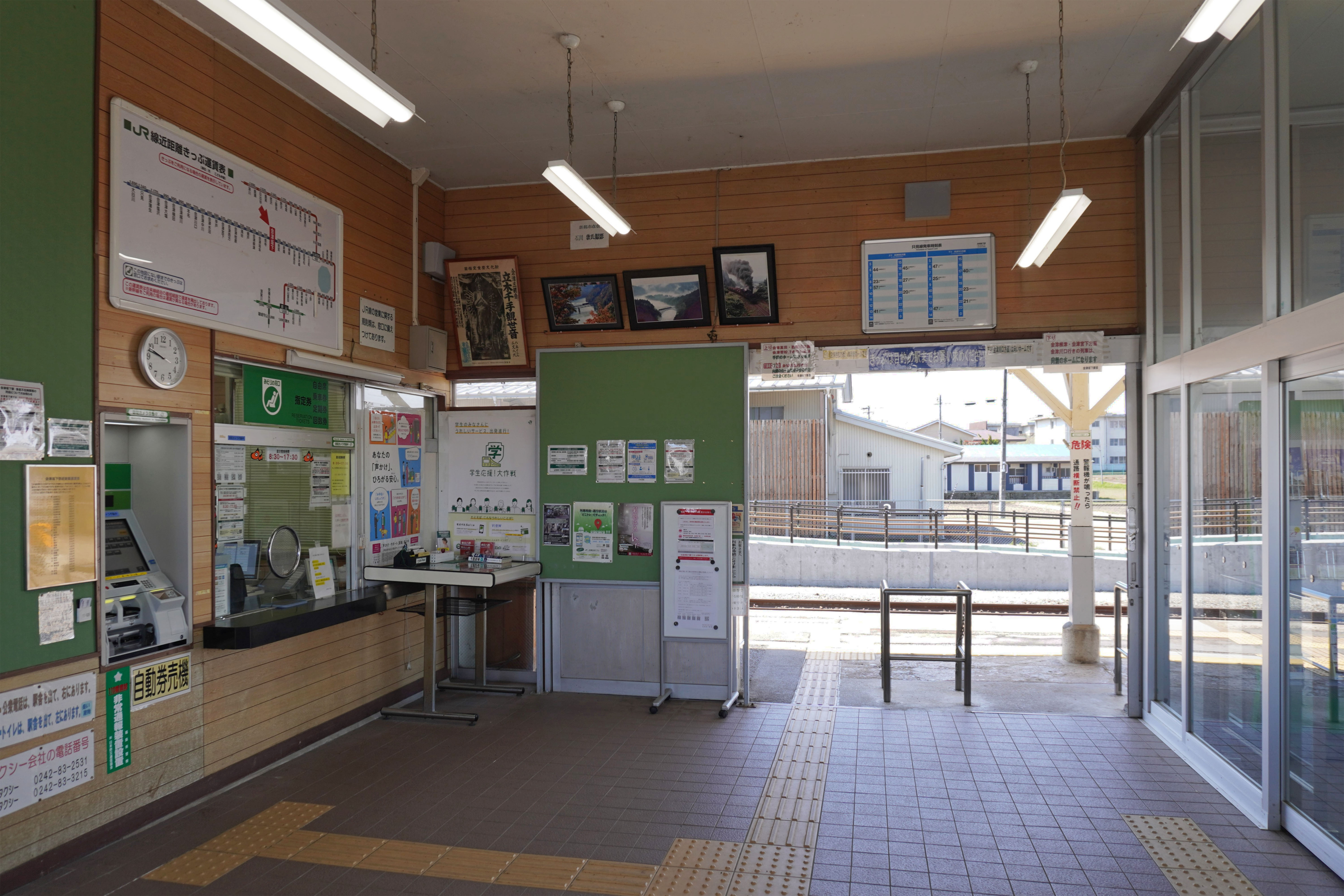
改札口と切符売り場（2023年4月）
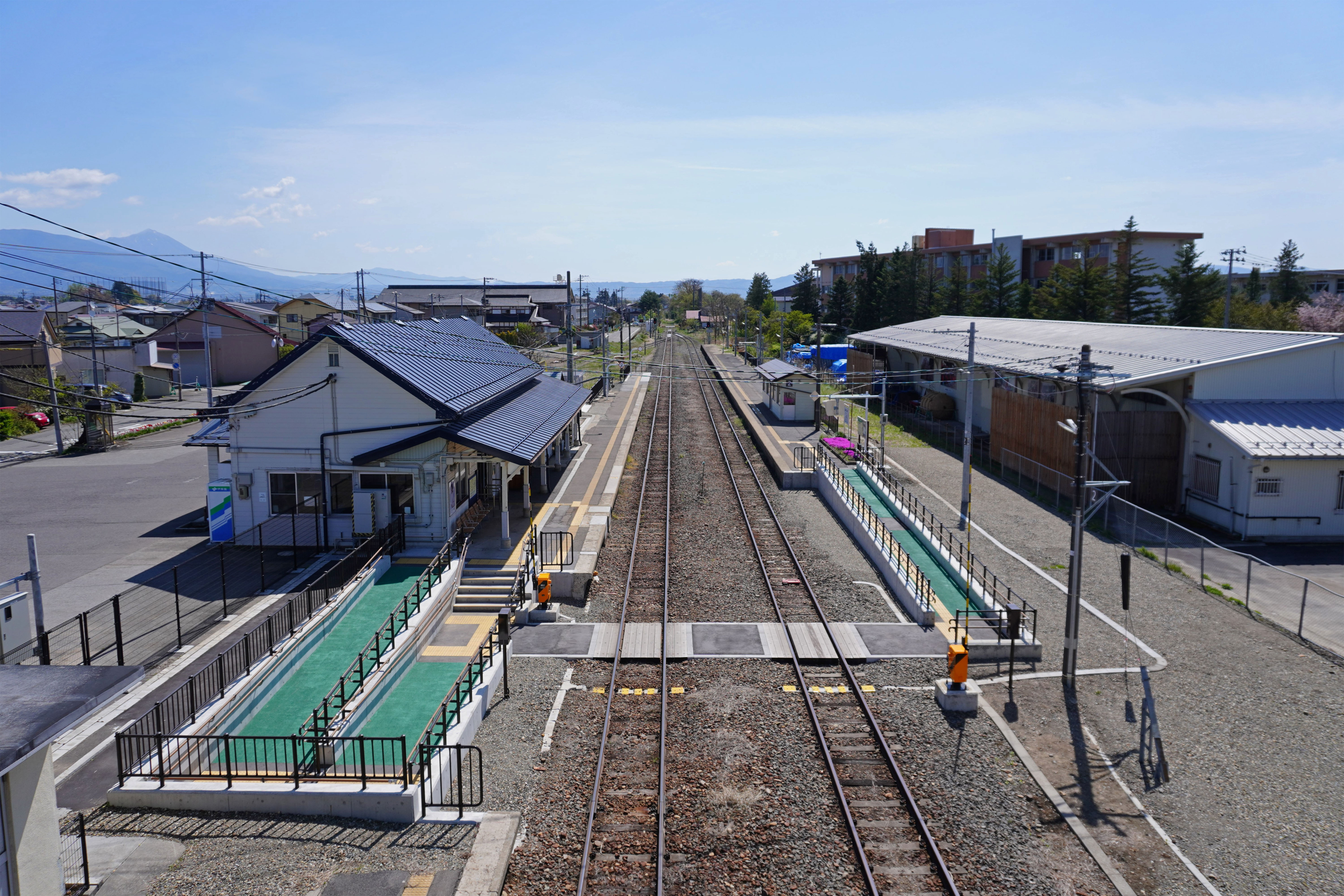
ホーム（2023年4月）

## 利用状況
JR東日本によると、2023年度（令和5年度）の1日平均乗車人員は283人である。
2000年度（平成12年度）以降の推移は以下のとおりである。
| 1日平均乗車人員推移 | 1日平均乗車人員推移 | 1日平均乗車人員推移 | 1日平均乗車人員推移 | 1日平均乗車人員推移 |
| 年度                | 定期外              | 定期                | 合計                | 出典                |
| ------------------- | ------------------- | ------------------- | ------------------- | ------------------- |
| 2000年（平成12年）  |                     |                     | 629                 | [ 利用客数 2 ]      |
| 2001年（平成13年）  |                     |                     | 624                 | [ 利用客数 3 ]      |
| 2002年（平成14年）  |                     |                     | 595                 | [ 利用客数 4 ]      |
| 2003年（平成15年）  |                     |                     | 572                 | [ 利用客数 5 ]      |
| 2004年（平成16年）  |                     |                     | 544                 | [ 利用客数 6 ]      |
| 2005年（平成17年）  |                     |                     | 538                 | [ 利用客数 7 ]      |
| 2006年（平成18年）  |                     |                     | 540                 | [ 利用客数 8 ]      |
| 2007年（平成19年）  |                     |                     | 531                 | [ 利用客数 9 ]      |
| 2008年（平成20年）  |                     |                     | 558                 | [ 利用客数 10 ]     |
| 2009年（平成21年）  |                     |                     | 539                 | [ 利用客数 11 ]     |
| 2010年（平成22年）  |                     |                     | 514                 | [ 利用客数 12 ]     |
| 2011年（平成23年）  |                     |                     | 481                 | [ 利用客数 13 ]     |
| 2012年（平成24年）  | 53                  | 384                 | 437                 | [ 利用客数 14 ]     |
| 2013年（平成25年）  | 51                  | 378                 | 429                 | [ 利用客数 15 ]     |
| 2014年（平成26年）  | 49                  | 348                 | 398                 | [ 利用客数 16 ]     |
| 2015年（平成27年）  | 46                  | 375                 | 421                 | [ 利用客数 17 ]     |
| 2016年（平成28年）  | 45                  | 362                 | 408                 | [ 利用客数 18 ]     |
| 2017年（平成29年）  | 48                  | 336                 | 385                 | [ 利用客数 19 ]     |
| 2018年（平成30年）  | 48                  | 313                 | 362                 | [ 利用客数 20 ]     |
| 2019年（令和元年）  | 45                  | 310                 | 355                 | [ 利用客数 21 ]     |
| 2020年（令和02年）  | 33                  | 304                 | 338                 | [ 利用客数 22 ]     |
| 2021年（令和03年）  | 35                  | 285                 | 320                 | [ 利用客数 23 ]     |
| 2022年（令和04年）  | 32                  | 230                 | 263                 | [ 利用客数 24 ]     |
| 2023年（令和05年）  | 38                  | 244                 | 283                 | [ 利用客数 1 ]      |

## 駅周辺
駅前に地元出身で、昭和を代表する大歌手である春日八郎のブロンズ像ならびに『赤いランプの終列車』の歌碑が建立されている。
- 会津坂下町役場
- 坂下郵便局
- 坂下厚生病院
- 福島県立会津農林高等学校
- 旧福島県立坂下高等学校
- 会津坂下町立坂下南小学校
- 国道49号
- 福島県道21号喜多方会津坂下線
- 福島県道22号会津坂下会津高田線
- 福島県道222号会津坂下停車場線
- 会津乗合自動車「坂下南小前」・西会津町民バス「坂下南小学校前」 - 駅から北に約200メートル

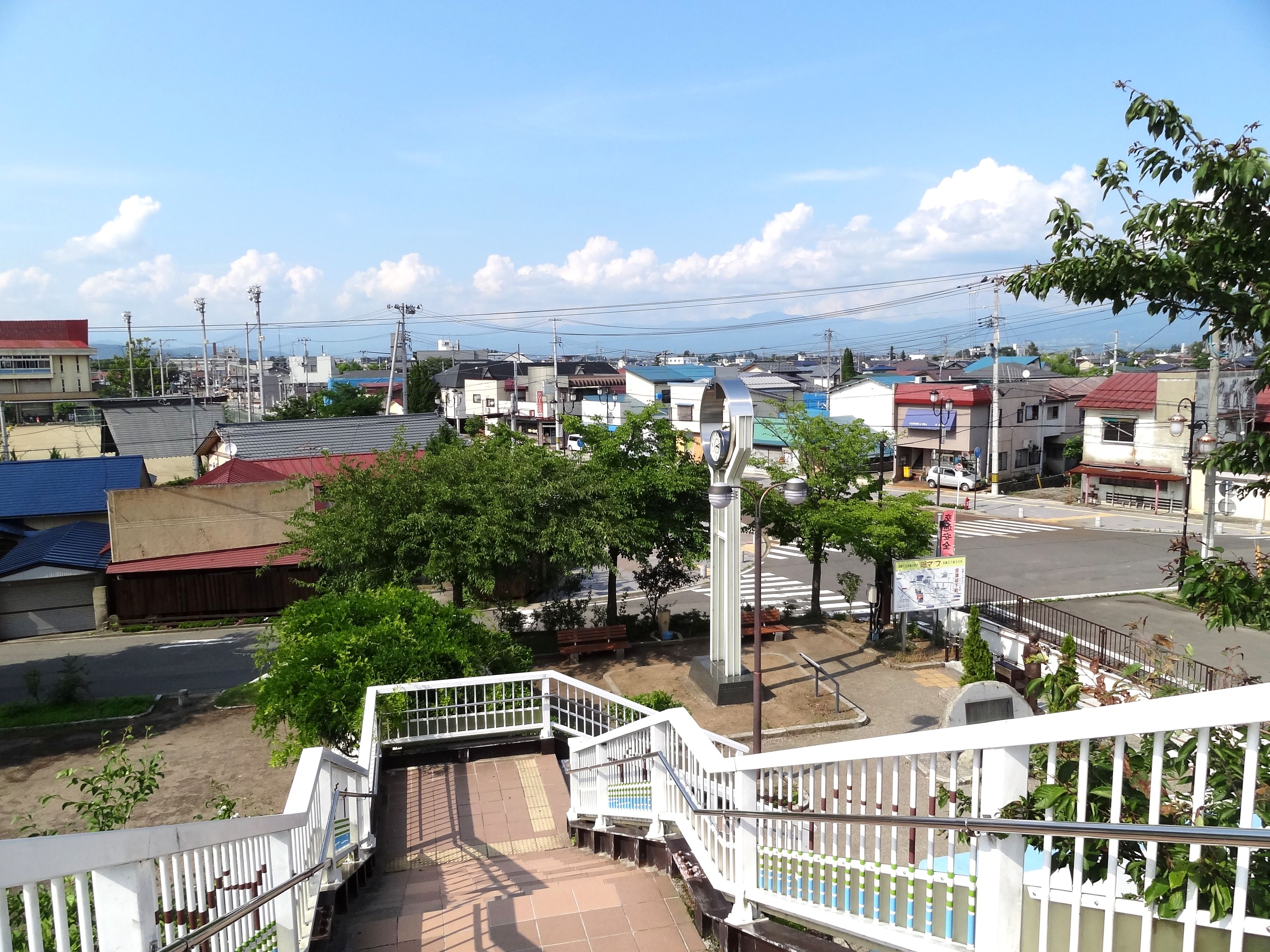
駅前（2011年7月）
駅頭に立つ春日八郎像（2009年8月）

## その他
- 只見川、阿賀川の流れる風光明媚な環境にふさわしい駅舎を有するとして、2002年（平成14年）に、東北の駅百選へと選定された。
- 会津若松 - 当駅間の区間列車が1往復設定されている。

## 隣の駅
東日本旅客鉄道（JR東日本）
■只見線
若宮駅 - 会津坂下駅 - 塔寺駅

### 記事本文
1. 1 2  歴史でめぐる鉄道全路線 国鉄・JR 6号、22頁
2. 1 2  石野哲（編）『停車場変遷大事典 国鉄・JR編 Ⅱ』（初版）JTB、1998年10月1日、521頁。ISBN 978-4-533-02980-6。
3. ↑  歴史でめぐる鉄道全路線 国鉄・JR 6号、23頁
4. 1 2 3  “JR東日本：駅構内図・バリアフリー情報（会津坂下駅）”.   東日本旅客鉄道. 2024年11月17日閲覧。

### 利用状況
1. 1 2  “各駅の乗車人員（2023年度）”.   東日本旅客鉄道. 2024年7月22日閲覧。
2. ↑  “各駅の乗車人員（2000年度）”.   東日本旅客鉄道. 2019年3月8日閲覧。
3. ↑  “各駅の乗車人員（2001年度）”.   東日本旅客鉄道. 2019年3月8日閲覧。
4. ↑  “各駅の乗車人員（2002年度）”.   東日本旅客鉄道. 2019年3月8日閲覧。
5. ↑  “各駅の乗車人員（2003年度）”.   東日本旅客鉄道. 2019年3月8日閲覧。
6. ↑  “各駅の乗車人員（2004年度）”.   東日本旅客鉄道. 2019年3月8日閲覧。
7. ↑  “各駅の乗車人員（2005年度）”.   東日本旅客鉄道. 2019年3月8日閲覧。
8. ↑  “各駅の乗車人員（2006年度）”.   東日本旅客鉄道. 2019年3月8日閲覧。
9. ↑  “各駅の乗車人員（2007年度）”.   東日本旅客鉄道. 2019年3月8日閲覧。
10. ↑  “各駅の乗車人員（2008年度）”.   東日本旅客鉄道. 2019年3月8日閲覧。
11. ↑  “各駅の乗車人員（2009年度）”.   東日本旅客鉄道. 2019年3月8日閲覧。
12. ↑  “各駅の乗車人員（2010年度）”.   東日本旅客鉄道. 2019年3月8日閲覧。
13. ↑  “各駅の乗車人員（2011年度）”.   東日本旅客鉄道. 2019年3月8日閲覧。
14. ↑  “各駅の乗車人員（2012年度）”.   東日本旅客鉄道. 2019年3月8日閲覧。
15. ↑  “各駅の乗車人員（2013年度）”.   東日本旅客鉄道. 2019年3月8日閲覧。
16. ↑  “各駅の乗車人員（2014年度）”.   東日本旅客鉄道. 2019年3月8日閲覧。
17. ↑  “各駅の乗車人員（2015年度）”.   東日本旅客鉄道. 2019年3月8日閲覧。
18. ↑  “各駅の乗車人員（2016年度）”.   東日本旅客鉄道. 2019年3月8日閲覧。
19. ↑  “各駅の乗車人員（2017年度）”.   東日本旅客鉄道. 2019年3月8日閲覧。
20. ↑  “各駅の乗車人員（2018年度）”.   東日本旅客鉄道. 2019年7月22日閲覧。
21. ↑  “各駅の乗車人員（2019年度）”.   東日本旅客鉄道. 2020年7月18日閲覧。
22. ↑  “各駅の乗車人員（2020年度）”.   東日本旅客鉄道. 2021年7月30日閲覧。
23. ↑  “各駅の乗車人員（2021年度）”.   東日本旅客鉄道. 2022年8月13日閲覧。
24. ↑  “各駅の乗車人員（2022年度）”.   東日本旅客鉄道. 2023年7月12日閲覧。